# Tørkeindeks
DMI's tørkeindeks angiver jordens vandbalance eller den mængde vand i jorden, som planterne har til rådighed.
Vandmængden i jorden beregnes fra dag til dag ud fra disse tre forhold:
1. nedbøren
2. fordampning
3. nedsivningen til de underliggende jordlag.

Tørkeindekset går fra 0-10. Der startes i marts, når jorden er vandmættet efter vinteren. Der startes med 100 mm vand og hvis modellen siger, at der efter maj kun er 30 mm tilbage i jordvandsmagasinet, sættes tørkeindekset til 7. Den stiger altså med 1 for hver 10 mm nedbør, der forsvinder fra jordvandsmagasinet. Og med tømt magasin, er tørkeindekset 10.
Er tørkeindekset f.eks. 9,2, så mangler der 92 mm. nedbør i øverste jordlag.